# Fernán-Núñez
Fernán-Núñez – gmina w Hiszpanii, w prowincji Kordoba, w Andaluzji, o powierzchni 30,34 km². W 2011 roku gmina liczyła 9826 mieszkańców.